# Hemisphaerius fasciatus
Hemisphaerius fasciatus är en insektsart som beskrevs av Stsl 1863. Hemisphaerius fasciatus ingår i släktet Hemisphaerius och familjen sköldstritar. Inga underarter finns listade i Catalogue of Life.